# Ögan
Ögan fue una serie de historietas creada por el guionista Mariano Hispano  y el dibujante Jaime Brocal Remohí para la editorial francesa Imperia en 1963. La serie narra las aventuras del príncipe vikingo Ogan y sus compañeros Kiron y Poulet, en lucha contra enemigos como el rey Erik.

## Trayectoria editorial
Aparte de sus creadores, Ögan fue dibujada por los también españoles Auraleon, Adolfo Buylla, César López, Francisco Puerta y Jaime Juez hasta su finalización en mayo de 1972, con 104 números publicados:
- N.º  1 : Le prince pauvre
- N.º  2 : Capitaine du Roi
- N.º  3 : Rurick le félon
- N.º  4 : Trahison
- N.º  5 : Folle audace
- N.º  6 : Le trésor du roi
- N.º  7 : La révolte des esclaves
- N.º  8 : L'épée du Diable
- N.º  9 : Le dauphin blanc
- N.º  10 : Un loup dans la forêt ?
- N.º  11 : Le roi esclave
- N.º  12 : Lune de guerre
- N.º  13 : Le marteau de Thor
- N.º  14 : L'épée et le yatagan
- N.º  15 : Le pavillon du Dragon
- N.º  16 : Dans les griffes de Tiwar 30 pl.
- N.º  17 : Un nid de pirates
- N.º  18 : La flèche et le spectre
- N.º  19 : L'épée d'Ogan
- N.º  20 : Le manteau rouge 30 pl.
- N.º  21 : Entre ennemis
- N.º  22 : Les maudits
- N.º  23 : L'île des corbeaux
- N.º  24 : Les loups du désert
- N.º  25 : Le navire maudit
- N.º  26 : La grande colère
- N.º  27 : Trahison à Lorney
- N.º  28 : Le marteau sonore
- N.º  29 : Forces contraires
- N.º  30 : L'homme de Rome
- N.º  31 : Pirates de la rivière
- N.º  32 : Le diable de feu
- N.º  33 : Esclaves de la peur
- N.º  34 : La route des âmes perdues
- N.º  35 : Le chevalier de Byzance
- N.º  36 : Le fils d'Hercule
- N.º  37 : Rapaces de la mer
- N.º  38 : Le défenseur providentiel
- N.º  39 : Un terrible ennemi
- N.º  40 : Fin d'une odyssée
- N.º  41 : Le chemin de Gotaland
- N.º  42 : Le même piège
- N.º  43 : La prisonnière des brumes
- N.º  44 : Yarl le pantin
- N.º  45 : Le fils du pirate
- N.º  46 : Le trésor des Wicht
- N.º  47 : La justice d'Ögan
- N.º  48 : Le diable de Moldefiord
- N.º  49 : La vengeance de Heiling
- N.º  50 : Le poignard d'or
- N.º  51 : Ennemis dans l'ombre
- N.º  52 : Héros et proscrit
- N.º  53 : L'ami de la brume
- N.º  54 : Le bateau des apparitions
- N.º  55 : Le rachat de Siguna
- N.º  56 : La récompense 62 pl.
- N.º  57 : Le mystérieux ennemi
- N.º  58 : Les cavernes du diable 60 pl.
- N.º  59 : La peau de brebis
- N.º  60 : L'ennemi des vikings
- N.º  61 : Le miroir magique
- N.º  62 : Sang royal
- N.º  63 : Le viking noir
- N.º  64 : Paladin
- N.º  65 : La colère de Thor
- N.º  66 : Le cimeterre sacré
- N.º  67 : Le petit prince
- N.º  68 : La furie blanche
- N.º  69 : La reine de Midgard
- N.º  70 : En plein mystère
- N.º  71 : Pirates de l'ivoire
- N.º  72 : Pris au piège
- N.º  73 : Nid d'aigles
- N.º  74 : Le Dragon Vert
- N.º  75 : Le seigneur du tonnerre
- N.º  76 : L'esclave irlandais
- N.º  77 : La princesse ingénue
- N.º  78 : L'île aux esclaves
- N.º  79 : Hommes libres...
- N.º  80 : Le meilleur appât
- N.º  81 : Le fantôme de Northum
- N.º  82 : Le roi bouffon
- N.º  83 : L'île du feu
- N.º  84 : La sorcière de Kvitoya
- N.º  85 : L'homme de neige
- N.º  86 : L'épée de cristal
- N.º  87 : Le secret de la mer
- N.º  88 : La couronne du roi Erik
- N.º  89 : Au pays des fruits d'or
- N.º  90 : Intrigue à Rome
- N.º  91 : Le cheval blanc
- N.º  92 : L'île des vampires
- N.º  93 : La trahison de Kiron 45 pl.
- N.º  94 : La vallée des rois
- N.º  95 : La montagne noire
- N.º  96 : La magie de poulet
- N.º  97 : Les cygnes noirs
- N.º  98 : Le minotaure ressuscité
- N.º  99 : La dernière nuit
- N.º  100 : Les archers rouges
- N.º  101 : La fête de la bière 45 pl.
- N.º  102 : Le crépuscule des dieux
- N.º  103 : Le collier de Jormugand
- N.º  104 : La sorcière de Dranga-Fjord

Aparte de en Francia, se publicó en las revistas portuguesas "O Falcão" y "Tigre" y en formato de novela gráfica en España por la editorial española Boixher en 1966.